# Ulrichskirchen (Gemeinde Ulrichskirchen-Schleinbach)
Ulrichskirchen ist eine Ortschaft und eine Katastralgemeinde der Gemeinde Ulrichskirchen-Schleinbach im Bezirk Mistelbach in Niederösterreich.

## Geografie
Der nordwestlich von Wolkersdorf gelegene Marktort befindet sich am Westrand des Marchfeldes im Tal des Rußbaches, der im Osten am Ort vorüberfließt und in Wolkersdorf das Marchfeld betritt.

## Geschichte
Von einer Besiedlung der Lage wird seit dem Neolithikum ausgegangen. Erste urkundlich belegte Nennungen in den Jahren 1094 und 1114 bezeichnen den Ort als Odalrichischirchin, was auf den Passauer Bischof Ulrich I. (1027–1121) hinweisen könnte. Eine ältere Erwähnung des Ortes könnte unter dem Ortsnamen Nerden bereits im 9. Jahrhundert erfolgt sein, als Ludwig der Fromme mittels einer Schenkungsurkunde der Diözese Passau hier umfangreiche Ländereien überließ, darunter auch die Pfarre Nerden. Heinrich von Ulrichskirchen errichtete nach um 1200 eine Burg, die später an Hermann von Kronberg gelangte, der um 1324 eine neue Burg errichten ließ. Diese Burg stand auf dem heutigen Kirchenhügel, bei den sich die Häuser um den dreieckigen Anger gruppierten. Im Jahr 1392 erhielt Ulrichskirchen das Marktrecht.
Im Dreißigjährigen Krieg wurden der Ort durch einen Großbrand schwer beschädigt. Im Schloss fanden 1645 ersten Friedensverhandlungen mit dem schwedischen General Torstenson statt.
Laut Adressbuch von Österreich waren im Jahr 1938 in der Marktgemeinde Ulrichskirchen zwei Ärzte, ein Tierarzt, zwei Verkehrsunternehmer, zwei Bäcker, ein Binder, ein Dachdecker, drei Fleischer, zwei Friseure, drei Gastwirte, vier Gemischtwarenhändler, eine Hebamme, ein Landesproduktehändler, ein Lohndrescher, ein Maler, fünf Marktfahrer, ein Maurermeister, eine Milchgenossenschaft, eine Mühle, zwei Sattler zwei Schlosser, zwei Schmiede, zwei Schneider und fünf Schneiderinnen, vier Schuster, eine Sparkasse, drei Tischler, drei Viehhändler, ein Viktualienhändler, ein Wagner und ein Zimmermeister ansässig.
Im Jahr 1971 entstand die Großgemeinde heutige Ulrichskirchen-Schleinbach aus den Gemeinden Ulrichskirchen, Schleinbach und Kronberg.

## Öffentliche Einrichtungen
In Ulrichskirchen befindet sich ein Kindergarten.